# Левкопиги (дем Кожани)
 Тази статия е за селото в Кожанско.  За селото в Населица, чието старо име също е Велища, вижте Аспрула.  За други села на име Левкопиги вижте Левкопиги.
Левкопиги или Велища (на гръцки: Λευκοπηγή, до 1928 година Ασπρονέρι, Аспронери, до 1927 година Βελίστι, Велисти) е село в Гърция, в дем Кожани, област Западна Македония.

## География
Селото е разположено на 650 m надморска височина, югозападно от град Кожани, в подножието на Червена гора.

## История

### Етимология
Според Макс Фасмер и Иван Дуриданов гръцката форма Βελίστι може да възхожда както към Велище, така и към Белище, топографско, а не патронимично название, сравнимо със сръбското селищно име Belišće.
Според Йордан Н. Иванов името е патронимично от личното име Вале, Вели (срвнимо Велислав), от старобългарското , „голям“ и -- от *-itj-. Сравнимо е Велище в Сярско.

### В Османската империя
В 1528 година Велища има 109 домакинства с 491 жители.
В края на ХІХ век Велища е гръцки християнски чифлик в югозападната част на Кожанската каза на Османската империя. Църквата „Свети Йоан Предтеча“ е от 1865 година. Гробищната църква е „Свети Пантелеймон“.
Александър Синве ("Les Grecs de l’Empire Ottoman. Etude Statistique et Ethnographique"), който се основава на гръцки данни, в 1878 година пише, че във Велисти (Velisti) живеят 380 гърци.
Според статистиката на Васил Кънчов („Македония. Етнография и статистика“) през 1900 година във Велиста (Велища) има 200 гърци.
На Етнографската карта на Битолския вилает на Картографския институт в София от 1901 година Велище (Велджиде) е чисто турско село в Кожанската каза на Серфидженския санджак с 38 къщи.
Според статистика на Серфидженския санджак на гръцкото консулство в Еласона от 1904 година във Велисти (Βελίστι), Кожанска каза, живеят 250 гърци елинофони християни.
В писмо на митрополит Константий Матулопулос от 1901 година се казва, че собственици на чифлика са Хампса бей, Али бей, Бекташ бей, Зеир бей, Росу бей и Хайдар бей, които живеят в Кожани. Отношенията на поляците им с местното население са изключително лоши.

### В Гърция
През Балканската война в 1912 година в селото влизат гръцки части и след Междусъюзническата в 1913 година Велища остава в Гърция. През 1927 година името на селото е сменено на Аспронери, в превод Бяла вода, а в 1928 година отново на Левкопиги, в превод Бял извор.
Населението традиционно произвежда жито, тютюн, картофи и други земеделски продукти.
| Име    | Име     | Ново име | Ново име | Описание                    |
| ------ | ------- | -------- | -------- | --------------------------- |
| Баирия | Μπαϊρια | Ипсомата | Ύψώματα  | местност на ЮЗ от Левкопиги |

| Година    | 1913 | 1920 | 1928 | 1940 | 1951 | 1961 | 1971 | 1981 | 1991 | 2001 | 2011 | 2021 |
| --------- | ---- | ---- | ---- | ---- | ---- | ---- | ---- | ---- | ---- | ---- | ---- | ---- |
| Население | 599  | 607  | 710  | 870  | 978  | 1093 | 1057 | 1227 | 1309 | 1282 | 1161 | 1113 |

## Личности
Родени в Левкопиги
- Григорис Дугалис (Γρηγόρης Δουγαλής), гръцки революционер, кмет на селото, загинал по време на Гръцката въоръжена пропаганда в Македония[14]
- Манолис Драгогияс (1933 - 2023), гръцки художник
- Митлянкас Пасхалис (Μητλιάγκας Πασχάλης), гръцки политик, номарх на Кожани[14]
- Панделис Пасхос (Παντελής Πάσχος), гръцки богослов и поет[14]
- Тимиос Вакрадзас (Θύμιος Βακρατζάς), гръцки революционер, загинал по време на Гръцката въоръжена пропаганда в Македония[14]